# Подравски регион (Словения)
Подравски регион е един от 12-те региона на Словения. Населението му е 322 058 жители (по приблизителна оценка от януари 2018 г.), а площта 2170 кв. км. Най-големият град в региона е Марибор. Икономиката се поделя на: 55,30% услуги, 38,20% промишленост и 6,5% земеделие.